# Mastrus extensor
Mastrus extensor là một loài tò vò trong họ Ichneumonidae.